# ماه و مه
ماه و مه آلبومی از حسین علیزاده است که در سال ۱۳۸۸ توسط انتشارات هرمس پخش شد.
در ماه و مه، علیزاده در دو بخش به تکنوازی با ساز شورانگیز می‌پردازد. بخش اول با کوک فواصل چهارم و سیم‌های فلزی در آواز افشاری و قسمت دوم با کوک متداول و ترکیب سیم‌های زهی و فلزی در دستگاه همایون نواخته شده است.
ماه و مه یک آلبوم بداهه‌نوازی توسط ساز شورانگیز است که از سازهای ساخته شده توسط  علیزاده است. این نخستین بار است که  علیزاده آلبومی را به تکنوازی شورانگیز اختصاص داده است که در ادامه بخشی با آواز افشاری همراه شده است.  این آلبوم به صورت بداهه‌نوازی در استودیو ضبط شده است. پیش از این، علیزاده در دو اثر ابرها و به تماشای آب‌های سپید قطعاتی را به صورت بداهه با ساز شورانگیز اجرا کرده بود.

## فهرست آهنگ‌ها
- «ماه» (۲۳:۴۴)
- «مه» (۲۴:۴۵)